# 엄마와 나 그리고 나의 커밍아웃
《엄마와 나 그리고 나의 커밍아웃》(프랑스어: Les garçons et Guillaume, à table!)은 2013년 공개된 코미디 영화이다.

## 출연

### 주연
- 기욤 갈리엔
- 앙드레 마르콩
- 프랑수아 파비안
- 다이앤 크루거

### 조연
- 나노 가르시아
- 레다 카텝
- 괴츠 오토
- 브리짓 캐틸론
- 캐롤 브레너
- 니콜라스 원크직키
- 이본 바크
- 캐리너 마리몬
- 르노 세스트르
- 피에르 데렌느
- 하산 쿱바
- 캐서린 사비어
- 이브 자크
- 조 셰리던
- 클레멘스 티올리
- 오스카 콥

## 기타
- 공동각본: 클로드 마티유
- 공동제작: 기욤 갈리엔
- 공동제작: 실베인 골드버그
- 공동제작: 애드리언 폴리토스키
- 공동제작: 질 바테르케인
- 조감독: 에밀 샤피텔
- 사운드슈퍼바이저: 마르코 대리
- 미술: 실비 올리브
- 시각효과: 벤자민 아조르주
- 시각효과: 스테판 비도
- 분장: 캐서린 조지
- 의상: 올리비에 베리엇
- 배역: 나탈리 체론